# Brilliance of the Seas
Brilliance of the Seas (креативный перевод Блеск морей) — второе круизное судно класса Radiance, находящийся в собственности компании Royal Caribbean Cruises Ltd. и эксплуатируемый оператором Royal Caribbean International было построено в 2002 г. в Германии в Папенбурге на верфях Meyer Werft GmbH. Серия из четырёх судов включает в себя также суда-близнецы Jewel of the Seas, Radiance of the Seas и Serenade of the Seas. 

## История судна
Подписание 28 апреля 1998 г. контракта на строительство судна стало началом сотрудничества между Royal Caribbean Cruises Ltd. и Meyer Werft. Brilliance of the Seas под заводским номером 656 окончательно покинуло крытый строительный док вечером 31 мая 2002 г., после дооборудования у достроечной стенки, перехода по Эмсу и завершающих испытаний судно было передано компании в июле 2002 г. Церемония крещения состоялась 13 июля 2002 г. в Харвиче (Англия). Крёстной матерью ‘’Brilliance of the Seas’’ стала Мэрилин Офер (Marilyn Ofer). 
Первый рейс Brilliance of the Seas состоялся 19 июля 2002 г.
В 2010 г. судно попало в сильнейший шторм на Средиземном море и круиз превратился в сплошной кошмар, о чём свидетельствуют многочисленные видеозаписи в стиле Brilliance of the seas' disaster.
В 2012 г. судно эксплуатировалось в Северной Европе с заходом в Санкт-Петербург 8 августа 2012 года.

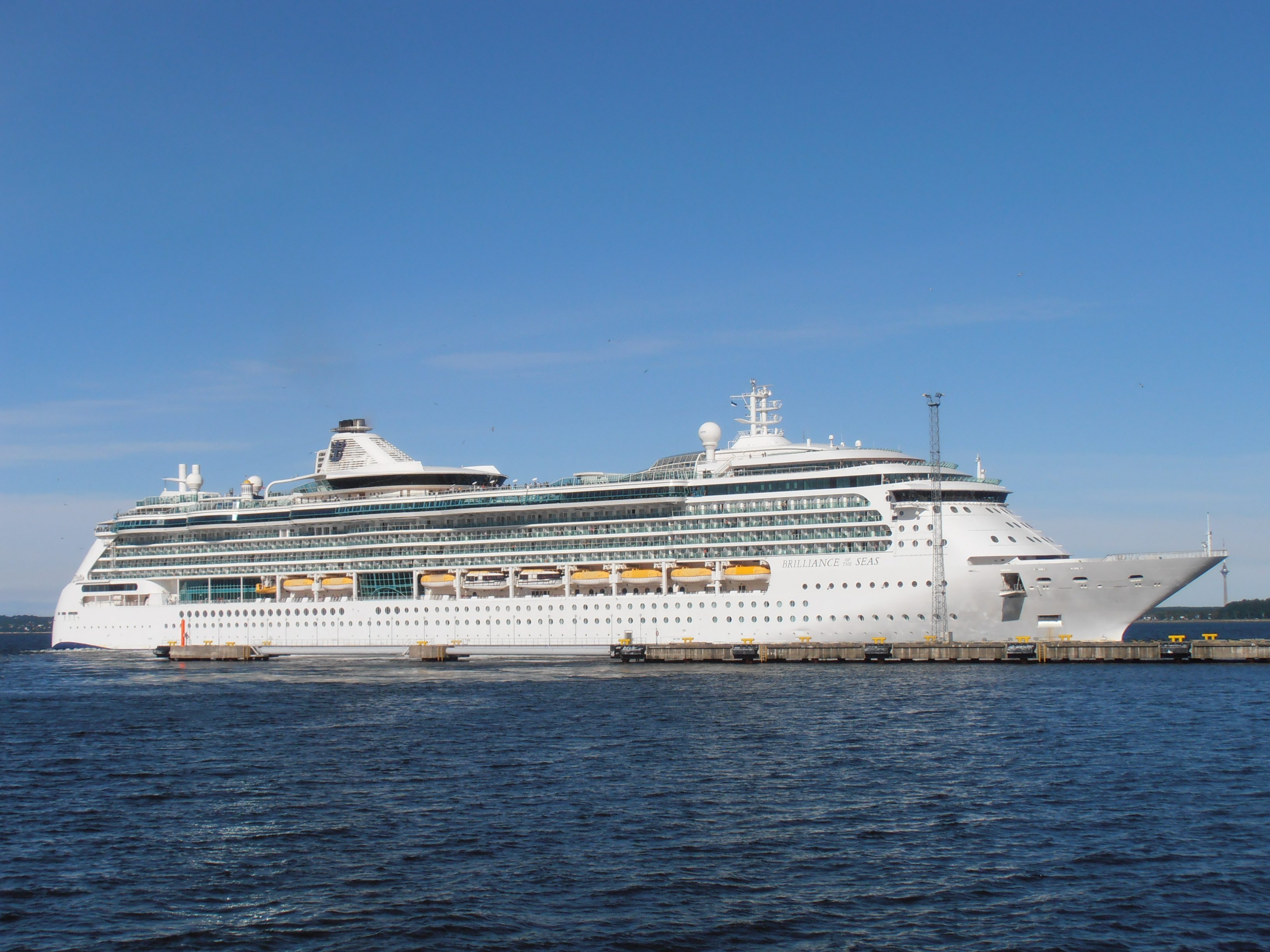
Brilliance of the Seas отходит от 25-го причала в Таллинском порту 9 августа 2012 года

## Развлечения на борту
Число пассажирских кают было доведено до 1056, из них:
- - 813 внешних кают
  - 577 кают с балконом
  - 237 внутренних кают
- Особенности:
  - 9- этажный Атриум
  - 3-этажный театр на 1000 мест
  - скалодром высотой 9 метров на тыльной стороне трубы [1]
  - мини-гольф на 9 лунок